# Мала Речица
Мала Речица (мкд. Мала Речица) је насеље у Северној Македонији, у северозападном делу државе. Мала Речица припада општини Тетово.

## Географија
Насеље Мала Речица је смештено у северозападном делу Северне Македоније. Од најближег већег града, Тетова, насеље је удаљено 2 km јужно, па је заправо његово предграђе.
Мала Речица се налази у доњем делу историјске области Полог. Насеље је положено на западном ободу Полошког поља. Источно од насеља пружа се поље, а западно се издиже Шар-планина. Надморска висина насеља је приближно 470 метара.
Клима у насељу је умерено континентална. 

## Становништво
Мала Речица је према последњем попису из 2002. године имала 8.353 становника.
Претежно становништво у насељу су Албанци (99%).
Већинска вероисповест је ислам.